# Del Rio (Tennessee)
Del Rio è un'Area non incorporata statunitense della contea di Cocke nello stato del Tennessee. Nel 2000 contava 2 138 abitanti. Si tratta di una zona prevalentemente agricola, ma non particolarmente per questo prospera. Nella prima metà del XX secolo Del Rio si era fatta la fama di zona di distillerie di alcool clandestine. All'inizio degli anni cinquanta si era fatta anche la fama di sede di combattimenti di galli.
Come molte comunità degli Appalachi, Del Rio ha numerose città "satelliti", formatesi allorché le prime colonie si estendevano sulle strette vallate. Tra queste vi sono Nough (nota anche come "Slabtown") lungo il Big Creek a sud, Paint Rock, a est, e Harmony Grove, a sud est. Slabtown ha dato i natali alla cantante lirica e attrice Grace Moore.